# Sunnersta
Sunnersta est un quartier au bord du lac Mälar situé dans la banlieue sud de la ville suédoise d'Uppsala, à environ 8 kilomètres du centre. La population était de 5568 habitants en 2009.